# Максим Жос
Максим Жос (на френски: Maxime Josse) е френски футболист и бивш играч на Литекс (Ловеч), възпитаник е на школата на Сошо. Играе като централен защитник, но може да се изявява и като десен краен бранител. Юношески национал на своята страна от 15-годишен. Европейски шампион с екипа на Франция на Европейското първенство за юноши до 17 г. през 2004 г. Състезава се за гръцкия Пантракикос

## Състезателна кариера
Започва да тренира футбол в малкия аматьорски клуб Олимпик (Сен Кантен), когато е 12-годишен. На следващата година преминава в друг скромен клуб СА Жерардмер. Там е забелязан от скаутите на Сошо и година по-късно вече е в школата на клуба, а през 2004 г. подписва първият си професионален договор. Дебютът му в Лига 1 е на 14 май 2005, при гостуването на Пари Сен Жермен завършил 2:2, и до края на шампионата записва общо 10 мача. През следващия сезон 2006 – 07 г. преминава под наем в Брест, за който записва 20 срещи в Лига 2 на Франция. На старта на сезон 2007 – 08 г. е върнат спешно в Сошо, за да замени контузилият се капитан на отбора Жереми Бреше. След отличните си игри на 29 октомври 2007 удължава договорът си до 2012 г. През сезон 2008 – 09 отново е пратен под наем, но този път в Анже, състезаващ се в Лига 2, за когото записва седем мача, но получава тежка контузия и пропуска остатъка от сезона. След изиграни още 22 срещи за Сошо през лятото на 2011 г. преминава в редиците на българския шампион Литекс (Ловеч) като свободен агент, а договорът му е за срок от 3 години. Официалният му дебют за „оранжевите“ е на 19 юни 2011 г. в мач от Шампионската лига срещу черногорския Могрен (Будва). Първият си гол отбелязва на 17.9.2011 при гостуването на Левски (София), завършил 3:2 за домакините. В Литекс старши треньорът Любослав Пенев го преквалифицира и Жос изиграва няколко срещи като опорен халф.
През лятото на 2012 г. ръководството на Литекс стартира нова политика на по-скромно харчене относно селекцията. След свиването на бюджета в Литекс част от чужденците напускат сред които и Жос.
През същата година преминава в израелския Бней Сахнин.

## Национален отбор
| Жос с екипа на Франция и с Купата на Европейското първенство до 17 г. през 2004 |
| ------------------------------------------------------------------------------- |

 Юношески национал на своята страна от 15-годишен. През 2006 г. с 16-годишната формация печели турнира „Вал де Марн“ във Франция. На следващата година със 17-годишните печели последователно турнира „Меридиан къп“ в Египет, турнир в Чехия и участва на Европейското първенство до 17 години, което се провежда във Франция. Жос записва по 90 минути във всички срещи от груповата фаза – за победите над Северна Ирландия , Испания  и Турция , както и на полуфинала с Португалия. Пропуска единствено финалната среща. В нея съотборниците му, сред които личат имената на Самир Насри, Карим Бензема и Хатем Бен Арфа, побеждават с 2:1 връстниците си от Испания, водена от Жерар Пике и Сеск Фабрегас.

## Успехи
Франция
- Европейски шампион до 17 г. – 2004